# William Sherard

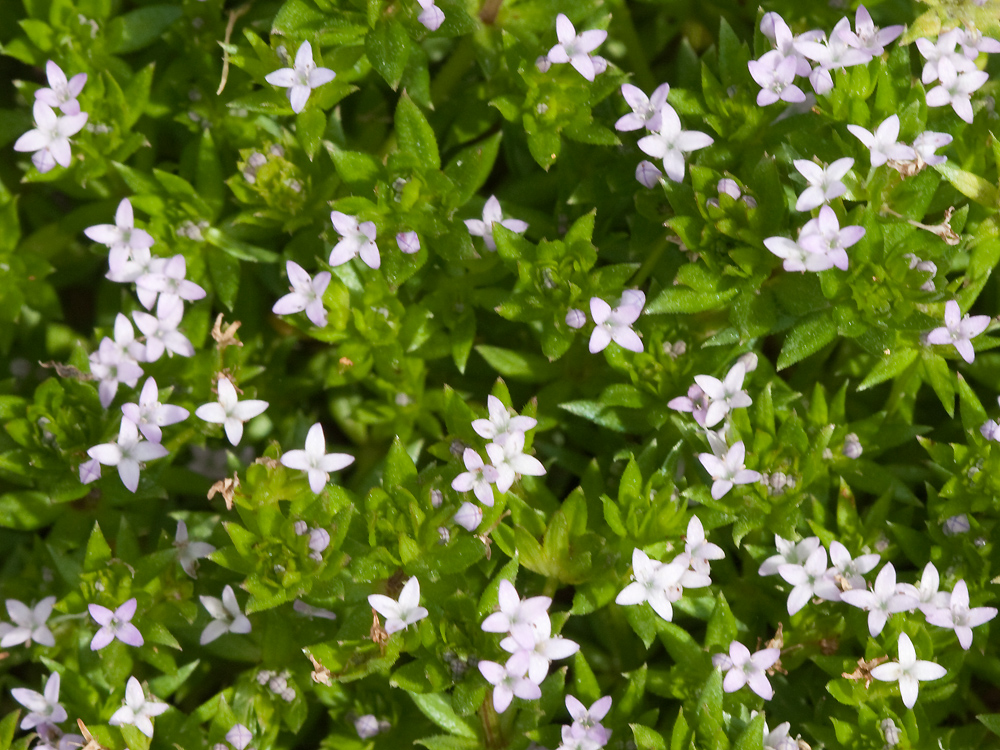
"Sherardia arvensis".

William Sherard (Bushby, 27 febbraio 1659 – Londra, 11 agosto 1728) è stato un botanico inglese.

## Biografia

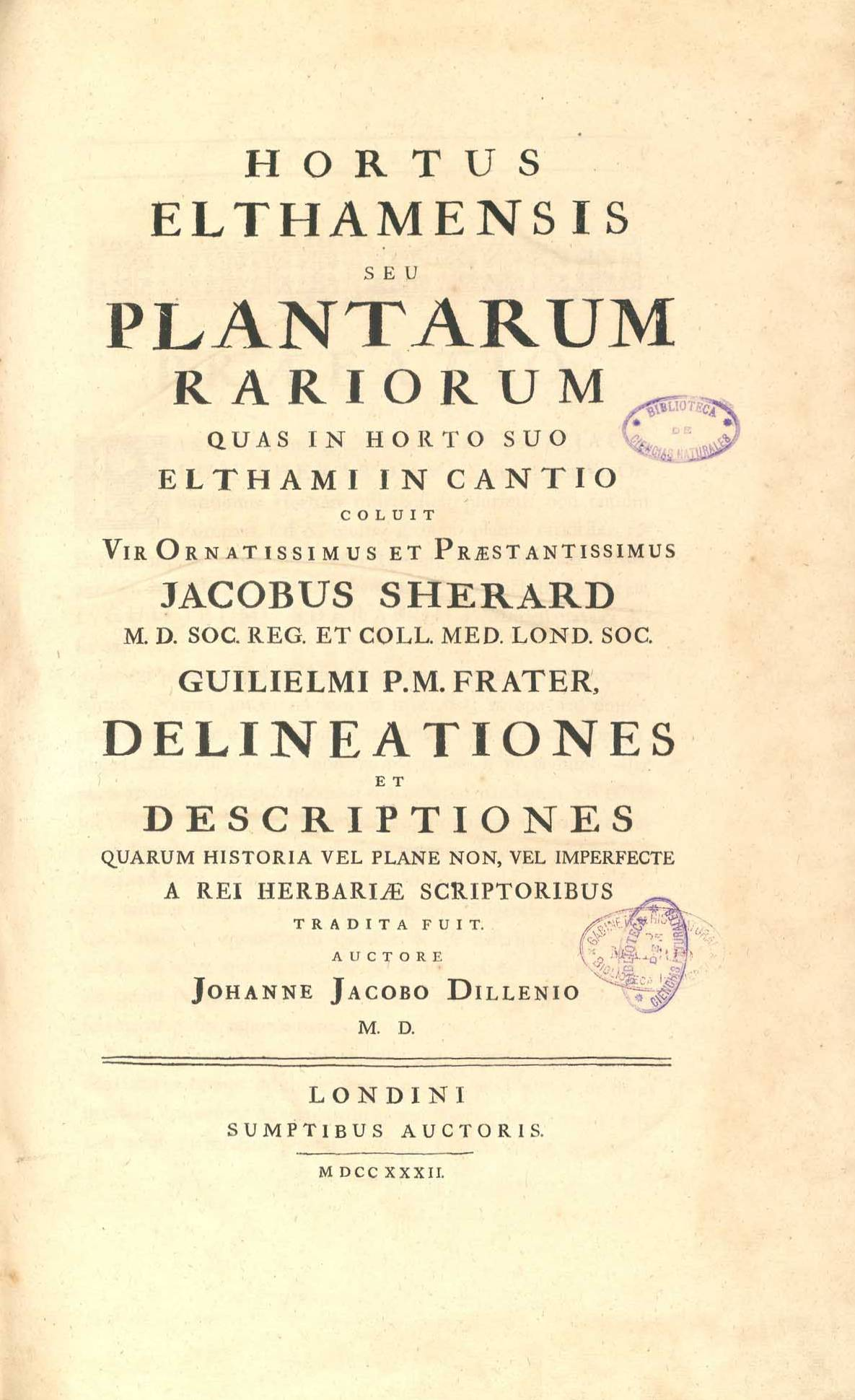
"Hortus Elthamensis".

Con John Ray è considerato uno dei botanici più importanti del suo tempo nonostante provenga da famiglia di modeste condizioni sociali. Tuttavia, ha lavorato duro e la sua dedizione, l'interesse per gli studi delle scienze gli hanno permesso di crescere professionalmente e di affermarsi nella società elitaria.
 
Sherard è nato a Bushby, Leicestershire da George Sherard e Mary Sherwood e ha studiato al St John's College, Oxford dal 1677 al 1683. Ha studiato botanica dal 1686 al 1688 a Parigi, sotto Joseph Pitton de Tournefort ed è stato amico e allievo di Paul Hermann in Leida dal 1688 al 1689. Nel 1690 è impegnato in Irlanda come tutor presso la famiglia di Sir Arthur Rawdon a Moira, Contea di Down.

Nominato console inglese a Smirne dal 1703 al 1716, in quegli anni accumula una immensa fortuna. Quando torna in Inghilterra incoraggia e sostiene altri naturalisti, tra cui Johann Jacob Dillenius, Pietro Antonio Micheli, Paolo Boccone e Mark Catesby. Contribuisce e promuove la pubblicazione del Botanicon parisiense di Sébastien Vaillant (1727) e del Musaeum Zeylanicum di Paul Hermann. Con il suo denaro finanzia la cattedra di Botanica presso l'Università di Oxford con la clausola che sostenga gli studi di Dillenius. Alla sua morte il fratello minore James Sherard assume il compito di eseguirne le volontà. Sherard contribuisce a plasmare il volto della tassonomia che all'epoca era ancora in evoluzione. Il suo lavoro con Ray, Tournefort, Hermann e Dillenius contribuisce notevolmente a definire il lavoro di Linneo, il padre della tassonomia moderna.

Nella famosa opera di Dillenius Hortus Elthamensis, spesso citata da Linnaeus erano raccolte numerose descrizioni di piante rare che James Sherard coltivava nel suo giardino di Eltham in Kent (località adesso compresa nei confini della Grande Londra). Come indicato sul frontespizio e nella prefazione del lavoro di Dillenius, William Sherard è stato il botanico che ha apportato il maggior contributo circa gli studi sulla Tassonomia.

## Opere
- William Sherard, John Ray, Stirpium Britannicarum[4], 1694.
- William Sherard, Joseph Pitton de Tournefort, Schola Botanica sive Catalogus Plantarum quas ab aliquot annis in Horto Regio Parisiensi Studiosis ..., 1689.
- William Sherard, Joseph Pitton de Tournefort, De optima methodo instituenda in re herbaria, ...[5], 1697.
- William Sherard, Paul Hermann, Paradisus Batavus[6], 1698, 1705, Leida, Edizioni postume, Trattato sulle Piamte.
- William Sherard, Gijsbert Cuper, Briefwisseling met William Sherard, Engels consul te Smyrna, e.a./ Gijsbert Cuper (1644-1716), classicus, 1707.
- William Sherard, Paul Hermann, Musaeum Zeylanicum, 1717, 1727, Leida, Edizioni postume, Trattato sulle Piamte di Ceylon.
- William Sherard, James Sherard, Caspar Bauhin, Pinax theatri botanici, Revisione e contributi.
- William Sherard, Di Giulio Pontedera, Compendium Tabularum Botanicarum[7], 1747, Compendio di Botanica.
- William Sherard, An Investigation of a Method for Measuring the Velocity of Sound in Solids[8], 1747, Pubblicazione Postuma.
- William Sherard, Infant Baptism. A Scriptural Inquiry, 1700, Edizione postuma.
- William Sherard, James Sherard, Johann Jacob Dillenius, Hortus Elthamensis, 1732, Vol. I°, II°, Collaborazione Catalogo di piante rare.
- William Sherard, The Way of Making Several China Varnishes: Sent from the Jesuits in China, to the Great Duke of Tuscany.
- James Sherard, William Sherard, Caspar Bauhin, Pinax theatri botanici[9], Revisione e contributi.